# Daniel Bultmann
Daniel Bultmann ist ein deutscher Soziologe. Er forscht und veröffentlicht insbesondere zum Bürgerkrieg und Genozid in Kambodscha, zur Struktur von und zu Konflikten in Machteliten und zu den Roten Khmer.

## Leben
Bultmann studierte von 2003 bis 2009 an der Albert-Ludwigs-Universität Freiburg und der Karls-Universität Prag Soziologie und Philosophie. Für seine Magisterarbeit über das Regime der Roten Khmer recherchierte er im Documentation Center of Cambodia und im Nationalarchiv in Phnom Penh. Im Rahmen eines Zivilen Friedensdienstes des DED volontierte er 2008 am Center for Social Development in Phnom Penh, wo er bei Veranstaltungen zur Aufarbeitung des Völkermordes und Information über das Rote-Khmer-Tribunal mitwirkte. Mit einer Arbeit über Macht- und Disziplinarstrukturen bewaffneter Gruppen (Rote Khmer, FUNCINPEC und KPNLF) im kambodschanischen Bürgerkrieg (1979–1999) promovierte Bultmann 2013 bei Boike Rehbein am Institut für Asien- und Afrikawissenschaften (IAAW) der Humboldt-Universität zu Berlin.
Von 2014 bis 2017 arbeitete er am DFG-finanzierten Forschungsprojekt „Übergangsstrategien in der Demobilisierung bewaffneter Gruppen“. Danach war er bis 2022 als Wissenschaftlicher Mitarbeiter am IAAW der Humboldt-Universität tätig. Daneben arbeitete er von 2018 bis 2021 im DFG-Projekt „Folter und Körperwissen“ unter Leitung von Katharina Inhetveen an der Universität Siegen mit. Im Herbstsemester 2018 war er Visiting Fellow in der Genocide Studies Group der Yale University in New Haven (Connecticut). Für seine Arbeit über die Rückkehr bewaffneter Gruppen ins zivile Leben in Kambodscha zeichnete ihn die Deutsche Gesellschaft für Soziologie 2020 mit dem Thomas A. Herz-Preis für qualitative Sozialforschung aus.
Bultmann habilitierte sich 2022 an der Universität Siegen mit einer Schrift über Soziale Felder, bewaffnete Konflikte und gesellschaftliche[n] Wandel im globalen Süden und erhielt die Venia legendi für Soziologie. Nach dem plötzlichen Tod seines akademischen Lehrers Boike Rehbein übernahm er im Oktober 2022 als Gastprofessor für drei Jahre die Leitung des Querschnittbereichs Gesellschaft und Transformation in Asien und Afrika am Institut für Asien- und Afrikawissenschaften der Humboldt-Universität zu Berlin.
Seit Beginn 2025 ist Bultmann DFG-Heisenberg-Professor mit einem Projekt zur „Globalen Soziologie von Elitenkonflikten“ in Ghana, Argentinien, Spanien und Kambodscha sowie Professor für „Gesellschaften und Kulturen Südostasiens“.

## Veröffentlichungen (Auswahl)
- Inside Cambodian Insurgency. A Sociological Perspective on Civil Wars and Conflict. Ashgate, Burlington (VT)/Farnham (Surrey) 2015.
- Bürgerkriegstheorien. UVK, Konstanz 2015.
- Kambodscha unter den Roten Khmer. Die Erschaffung des perfekten Sozialisten. Ferdinand Schöningh, Paderborn 2017.
- The Social Order of Post-Conflict Transition in Cambodia. Insurgent Pathways to Peace. Lexington Books, Lanham 2018.
- The social structure of armed groups. Reproduction and change during and after conflict. In: Small Wars & Insurgencies, Band 29 (2018), Nr. 4, S. 607–628.
- Hrsg. mit Benjamin Baumann: Social Ontology, Sociocultures, and Inequality in the Global South. Routledge, Abingdon (Oxon)/New York 2020.
- Wo sind all die Roten Khmer geblieben? In: Blickwechsel, Mai 2020.